# Ropen
Il ropen è una creatura leggendaria della quale sono riferiti presunti avvistamenti in Papua Nuova Guinea nell'isola di Umboi e conosciuta nella mitologia della cultura indigena locale.
Si tratterebbe di un rettile volante, di abitudini notturne, variamente descritto come dotato di ali da pipistrello, lunga coda terminante con una frangia, becco dentato e artigli affilatissimi. Sarebbe stato avvistato nell'agosto del 1944 da un militare allora residente a Finschhafen, che lo avrebbe descritto come un'enorme creatura che prendeva il volo, di colore grigio, dotato di una coda di circa 3 o 4 metri, con apertura alare di sei metri, collo serpentino e protuberanza sul retro del capo, simile a un corno o a una cresta.
Il missionario Jim Blume, che fu in Nuova Guinea per 30 anni, riferisce di aver intervistato i testimoni oculari degli avvistamenti di queste creature, tutte descritte in modo simile. Nel 1985 sarebbe stato riferito di uno di questi animali che avrebbe attaccato come preda un uomo. Nel 2004 anche Jonathan Whitcomb intervistò i testimoni oculari nell'isola di Umboi e pubblicò quindi il libro Searching for Ropens.
Alcuni avvistamenti si riferirebbero a creature bioluminescenti, che nella cultura locale sono distinte con il nome di indava. Altri nomi con i quali l'essere mitologico è stato conosciuto sono duwas, kundua, seklobali e wawanar.
Secondo alcune descrizioni dovrebbe essere simile agli pterosauri del genere  Rhamphorhynchoidea